# Chiesa di San Giovanni Berchmans (Roma)
La chiesa di San Giovanni Berchmans era una chiesa di Roma che sorgeva lungo via del Falcone, nel rione Trevi. Fu la prima chiesa dell'Urbe ad essere dedicata a san Giovanni Berchmans.

## Storia
La chiesa venne costruita su progetto dell'architetto Pio Piacentini e venne consacrata nel 1889. La chiesa apparteneva al Collegio Germanico-Ungarico, un seminario tedesco e ungherese che era stato trasferito presso il palazzo Costanzi. La pianta era a navata unica in stile neogotico. All'interno erano presenti degli affreschi con delle scene bibliche, dipinti dal pittore tedesco Franz Guillery.
La chiesa venne demolita nel 1939 nel corso della costruzione della via Regina Elena (oggi via Barberini) e della via XXIII Marzo (oggi via Leonida Bissolati). Il seminario venne ricostruito accanto alla chiesa di San Nicola da Tolentino e nel 1949 venne consacrata la nuova chiesa di San Pietro Canisio agli Orti Sallustiani.